# Гамир, Захра
Захра́ Гами́р (араб. زهرة غمير‎; 18 апреля 1966) — алжирская фехтовальщица, участница двух летних Олимпийских игр в соревнованиях шпажисток.

## Спортивная биография
В 2000 году Захра Гамир дебютировала на летних Олимпийских играх. В соревнованиях шпажисток алжирская фехтовальщица в первом же раунде уступила американке Арлен Стивенс 2:5.
На летних Олимпийских играх 2004 года Гамир была близка к выходу во второй раунд соревнований. В первом раунде турнира шпажисток Захра уступила румынской спортсменке Ане Брынзэ 14:15 и выбыла из турнира.